# Sunovrat
Sunovrat ('sunce' + 'vratiti') (narcis, narcisa, drimavac, nežić, lat. Narcissus) biljni je rod porodice Amaryllidaceae kojemu pripada 116 priznatih vrsta.
Ime Narcissus dolazi od grčke riječi ναρκάω (narkáō, 'opiti, omamiti') jer cvijet ima alkaloid s narkotičkim djelovanjem. Potječe iz sredozemnih krajeva Europe (Španjolska i Balkan).

## Opis sunovrata
- list: uzak, duguljast, mekan, svijetlozelene boje.
- cvjetna stapka: šuplja, viša od listova, većinom ima samo jedan cvijet.
- perigon ili ocvijeće: sastoji se od dva kruga s tri listića bijele ili žute boje. Tanjurastog je oblika, a pri dnu se nalazi krunica, koja nije rascjepljena.
- cvatnja: u proljeće, od veljače do travnja.
- razmnožavanje: lukovicama.

## Podjela
Vrtni sunovrati se dijele na 11 klasa i to prema obliku i boji cvijeta:
- Trubasti sunovrat:

Ima cvjetni izbojak s jednim cvijetom, a krunica mu je trubasta i duža od širine cvjetnih latica. Može biti žuti, dvobojni i bijeli.
- Velikocvjetni sunovrat:

Ima jedan cvijet, a duljina krunice je 1/3 do 1/2 širine vjenčića. Izraštaj je po obliku trubast ili zdjelast, širok. Može biti žut s velikim ocvijećem ili dvobojan.
- Sitnocvjetni sunovrat:

Ima jedan cvijet, a duljina krunice je kraća od 1/3 širine ocvijeća. Može imati žute latice, žutu do narančastu krunicu i bijele latice.
- Punocvjetni sunovrat:

Ima cvjetni izbojak s jednim manje - više ispunjenim cvijetom žute boje.
- Sunovrat triandrus:

Ima dva cvijeta i neotporan je na hladnoću.
- Sunovrat cyclamineus:

Rasprostranjen je na Sredozemlju; ima jedan cvijet.
- Sunovrat jonquilla:

Rasprostranjen je u Dalmaciji; cvjetna stapka na vrhu ima četiri do šest cvjetova, rano cvate.
- Sunovrat tazetta:

Neotporan je na zimu. Koristi se za rez i rano cvate. Cvjetovi su sitni, do šest, bijelog su ocvijeća i sitnih krunica žute boje.
- Sunovrat poeticus:

Cvate najranije i to samoniklo u Dalmaciji. Ima jedan cvijet bijelog velikog ocvijeća i kratke žute krunice.

## Sadnja
- Ispod krošnje stabla.
- Uz rub skupine ukrasnog bilja.
- Na travnjaku.
- U gredice.

## Vrste
1. Narcissus × abilioi Fern.Casas
2. Narcissus abscissus (Haw.) Schult. & Schult.f.
3. Narcissus albicans (Haw.) Spreng.
4. Narcissus albimarginatus D.Müll.-Doblies & U.Müll.-Doblies
5. Narcissus alcaracensis S.Ríos, D.Rivera, Alcaraz & Obón
6. Narcissus alcobacensis A.Fernández ex Fern.Casas
7. Narcissus × alejandrei Fern.Casas
8. Narcissus × alentejanus Fern.Casas
9. Narcissus × alleniae Donn.-Morg.
10. Narcissus × aloysii-villarii Fern.Casas
11. Narcissus assoanus Dufour ex Schult. & Schult.f.
12. Narcissus atlanticus Stern
13. Narcissus × backhousei Baker
14. Narcissus × bakeri K.Richt.
15. Narcissus bertolonii Parl.
16. Narcissus bicolor L.
17. Narcissus × boutignyanus Philippe
18. Narcissus × brevitubulosus A.Fern.
19. Narcissus broussonetii Lag.
20. Narcissus bujei (Fern.Casas) Fern.Casas
21. Narcissus bulbocodium L.
22. Narcissus × buxtonii K.Richt.
23. Narcissus calcicola Mendonça
24. Narcissus cantabricus DC.
25. Narcissus × caramulensis P.Ribeiro, Paiva & H.Freitas
26. Narcissus × cardonae Lloret & Fern.Casas
27. Narcissus × carringtonii Rozeira
28. Narcissus cavanillesii Barra & G.López
29. Narcissus × cazorlanus Fern.Casas
30. Narcissus × chevassutii Fern.Casas
31. Narcissus × cofinyalensis Uribe-Ech. & Urrutia
32. Narcissus × compressus Haw.
33. Narcissus confusus Pugsley
34. Narcissus × consolationis Fern.Casas
35. Narcissus × corcyrensis (Herb.) Nyman
36. Narcissus cordubensis Fern.Casas
37. Narcissus cuatrecasasii Fern.Casas, M.Laínz & Ruíz Rejón
38. Narcissus cuneiflorus (Salisb. ex Haw.) Link
39. Narcissus cyclamineus DC.
40. Narcissus × dezanus García Mart. & Silva Pando
41. Narcissus dubius Gouan
42. Narcissus flavus Lag.
43. Narcissus × fosteri Lynch
44. Narcissus gaditanus Boiss. & Reut.
45. Narcissus gallaecicus Fern.Casas
46. Narcissus × georgemawii Fern.Casas
47. Narcissus gigas (Haw.) Steud.
48. Narcissus × gredensis Fern.Casas
49. Narcissus × hannibalis A.Fern.
50. Narcissus hedraeanthus (Webb & Heldr.) Colmeiro
51. Narcissus × hervasii Barra & Ureña
52. Narcissus hesperidis Fern.Casas
53. Narcissus hispanicus Gouan
54. Narcissus × incomparabilis Mill.
55. Narcissus jacetanus Fern.Casas
56. Narcissus jacquemoudii Fern.Casas
57. Narcissus jeanmonodii Fern.Casas
58. Narcissus jonquilla L.
59. Narcissus × koshinomurae Fern.Casas
60. Narcissus leonensis Pugsley
61. Narcissus × libarensis Sánchez García & Mart.Ort.
62. Narcissus × litigiosus Amo
63. Narcissus macrolobus (Jord.) Pugsley
64. Narcissus × maginae Fern.Casas & Susanna
65. Narcissus × magnenii Rouy
66. Narcissus magniobesus Fern.Casas
67. Narcissus × maroccanus Fern.Casas
68. Narcissus marvieri Jahand. & Maire
69. Narcissus matiasii Fern.Casas
70. Narcissus × medioluteus Mill.
71. Narcissus miniatus Donn.-Morg., Koop. & Zonn.
72. Narcissus minor L.
73. Narcissus moleroi Fern.Casas
74. Narcissus moschatus L.
75. Narcissus × munozii-alvarezii J.López-Tirado
76. Narcissus munozii-garmendiae Fern.Casas
77. Narcissus × neocarpetanus Rivas Ponce, C.Soriano & Fern.Casas
78. Narcissus nevadensis Pugsley
79. Narcissus nobilis (Haw.) Schult. & Schult.f.
80. Narcissus × nutans Haw.
81. Narcissus obesus Salisb.
82. Narcissus obsoletus (Haw.) Spach
83. Narcissus × odorus L.
84. Narcissus × oiarbidei Fern.Casas & Uribe-Ech.
85. Narcissus × olivensis Fern.Casas & Florencio
86. Narcissus pachybolbus Durieu
87. Narcissus × palentinus Fern.Casas
88. Narcissus pallidiflorus Pugsley
89. Narcissus papyraceus Ker Gawl.
90. Narcissus × perangustus Fern.Casas
91. Narcissus × perezlarae Font Quer
92. Narcissus peroccidentalis Fern.Casas
93. Narcissus × petri-mariae Fern.Casas
94. Narcissus × poculiformis Salisb.
95. Narcissus poeticus L.
96. Narcissus × ponsii-sorollae Fern.Casas
97. Narcissus portensis Pugsley
98. Narcissus portomosensis A.Fernández ex Fern.Casas
99. Narcissus primigenius (Fern.Suárez ex M.Laínz) Fern.Casas & M.Laínz
100. Narcissus pseudonarcissus L.
101. Narcissus × pugsleyi Fern.Casas
102. Narcissus × pujolii Font Quer
103. Narcissus × pyrenaicus Dorda, Rivas Ponce & Fern.Casas
104. Narcissus × rafaelii Patino & Uribe-Ech.
105. Narcissus × rogendorfii Batt. & Trab.
106. Narcissus romieuxii Braun-Blanq. & Maire
107. Narcissus × romoi Fern.Casas
108. Narcissus rupicola Dufour
109. Narcissus × rupidulus Fern.Casas & Susanna
110. Narcissus scaberulus Henriq.
111. Narcissus segurensis S.Ríos, D.Rivera, Alcaraz & Obón
112. Narcissus serotinus L.
113. Narcissus × somedanus Fern.Casado, Nava & Suárez Pérez
114. Narcissus supramontanus Arrigoni
115. Narcissus tazetta L.
116. Narcissus × tenuior Curtis
117. Narcissus tortifolius Fern.Casas
118. Narcissus triandrus L.
119. Narcissus × trilobus L.
120. Narcissus × tuckeri Barra & G.López
121. Narcissus × urrutiae Fern.Casas & Uribe-Ech.
122. Narcissus viridiflorus Schousb.
123. Narcissus vitekii P.Escobar
124. Narcissus watieri Maire
125. Narcissus × weickertii Sánchez Gullón & Castro Prig.
126. Narcissus willkommii (Samp.) A.Fern.
127. Narcissus × xanthochlorus Fern.Casas
128. Narcissus × xaverii Nava & Fern.Casado
129. Narcissus yepesii S.Ríos, D.Rivera, Alcaraz & Obón

## Pospješivanje
Za pospješivanje se koriste trubasti i velikocvjetni sunovrati. Lukovice se vade u lipnju i vrši se prepariranje u skladištima na sljedeći način:
- Prvi tjedan na temperaturi od 14 °C
- Dva tjedna na temperaturi od 17 °C
- Devet tjedana na temperaturi od 9 °C do pospješivanja

Pospješivanje se radi hlađenim i nehlađenim lukovicama i to najkasnije dva mjeseca nakon sadnje. Sunovrati se sade u sanduku na dubini od 15 cm, a nakon razvitka žila i prvih listova (5-8 cm) može se napipati i cvjetni izbojak. Tada se unose u staklenik na temperaturi od 10 °C koja se nakon nekoliko tjedana povisuje na 15 - 16 °C.
Vrijeme pospješivanja dijeli se na nekoliko razdoblja:
- 2-5 % u prosincu
- 5-13 % u siječnju
- 10-15 % u ožujku
- 20-30 % u travnju

Rezanje i klasiranje: (Cvjetovi se režu u fazi pupoljaka kada pokažu boju cvijeta)
- I.KLASA: cvjetna peteljka duga 30 cm
- II.KLASA: cvjetna peteljka duga 20 cm

Snopovi se sastoje od 20 cvjetova iste sorte.

## Galerija
- Narcissus pseudonarcissus
- Narcissus pseudonarcissus
- Narcissus pseudonarcissus
- Narcissus tazetta
- Narcissus bulbocodium ssp. bulbocodium
- Narcissus poeticus 'Actaea'
- Narcissus 'Tahiti'
- Narcissus (žuti)
- Narcissus papyraceus (bijeli)
- Sunovrati

## Vanjske poveznice
|  | Zajednički poslužitelj ima još gradiva o temi Narcissus |
|  | Wikivrste imaju podatke o taksonu Narcissus             |

1. ↑  sȕnovrāt1